# Ardian
Ardian (ex-AXA Private Equity) est une société française de capital-investissement indépendante créée en 1996 et dirigée par Dominique Senequier.
En 2020, elle gère plus de 100 milliards de dollars d’actifs en Europe, Amérique du Nord et Asie.
Elle compte plus de 1000 investisseurs : investisseurs institutionnels, fonds de fonds, agences gouvernementales, fonds souverains, family offices, fonds de pension ou compagnies d'assurance et se concentre sur cinq piliers d’investissements : fonds de fonds, fonds direct, infrastructure, Private Debt et Real Estate.
En 2019 elle détient 150 entreprises en portefeuille avec notamment Ivalua, Kersia, 2i Aeroporti1, EWE, Cérélia, Santé et Compagnie.

## Historique
Ardian, dénommée à l’origine AXA Private Equity, change de nom lors de sa prise d’indépendance vis-à-vis d'AXA en 2013.
En 1996, Claude Bébéar, fondateur et ancien PDG d'AXA, confie à Dominique Senequier la création d'une entité de private equity au sein du groupe AXA. AXA Private Equity est créé à Paris et commence son activité avec 10 clients et 100 millions d'euros d'actifs sous gestion. Le premier investissement est réalisé dans la société GSI Banque, connue sous le nom de Linedata en 1998.
Dès 1999, la société se développe à l'international, ouvre des bureaux à Londres et à New York et lance l'activité fonds de fonds. 
En 2001, l'entreprise ouvre une succursale à Francfort et évolue rapidement sur le marché allemand.
En 2005, elle entre sur le marché asiatique avec l’ouverture d’un premier bureau à Singapour,.
En 2009, le marché de l'infrastructure est favorable aux investissements, AXA Private Equity acquiert 100 % de Kallista,, une entreprise française spécialisée dans la production d'énergies renouvelables.
La société investit également dans d’autres domaines tels que les transports, l'énergie, l'approvisionnement en eau et la gestion des déchets pour un montant de 2,5 milliards d’euros entre 2005 et 2014,,.
En 2010, l'activité sur le marché secondaire du private equity est en nette progression. AXA Private Equity fait l’acquisition de portefeuilles importants auprès de Bank of America (1,9 milliard de dollars) et de Natixis (900 millions de dollars),,.
Le 30 septembre 2013, la société prend son indépendance vis-à-vis du groupe AXA et devient Ardian. Le management et les employés détiennent 52 % du capital de l’entreprise et 85 % des employés sont actionnaires.
Le 2 septembre 2015, Ardian ouvre un bureau à Madrid et le mois suivant à San Francisco.
En novembre 2017, Ardian annonce le rachat du groupe landais DRT, spécialisé dans la chimie, pour un montant avoisinant le milliard d'euros.
En juin 2018, Dominique Gaillard, cofondateur et directeur général d'Ardian, est élu président de France Invest (anciennement AFIC : association réunissant 300 fonds et gérant 100 Mds € d'actifs). En décembre, il démissionne de son mandat de directeur général d'Ardian. La présidence d'Ardian Holding est dès lors assurée par Dominique Senequier et la direction générale par un comité exécutif de 10 personnes.
Le 1er octobre 2020, le fonds d'investissement indique son intérêt pour l'acquisition d'une participation de 29,9% de Suez détenue par Engie, convoitée par Véolia.
En avril 2021, Ardian effectue une levée de 7,5 milliards d’euros pour des acquisitions LBO en Europe et aux Etats-Unis. La même année en octobre, Ardian, avec la plateforme FiveT Hydrogen annonce le lancement du fonds d'investissements Hy24.
En novembre 2022, Ardian lève un fonds de dette de 5 milliards d'euros. C'est alors le plus gros fonds français de dette privée.
En février 2023, Ardian ouvre un bureau à Abu Dhabi inauguré en présence de Bruno Le Maire, alors Ministre de l'Economie.
Le 14 septembre 2023, Ardian annonce la création d'un poste de directeur général pour renforcer sa gouvernance. Il sera occupé par Mark Benedetti, jusqu'ici président du comité exécutif d'Ardian.
En janvier 2025, Ardian acquiert pour 837 millions d'euros d'actifs immobiliers rachetés auprès du groupe Kering.

## Véhicules
| Nom du véhicule     | Année | Taille (en millions d'euros) | TRI net |
| ------------------- | ----- | ---------------------------- | ------- |
| Ardian LBO Fund VII | 2021  | 7 500                        | n/a     |
| Ardian LBO Fund VI  | 2016  | 5 051                        | 8,9%    |
| AXA LBO Fund V      | 2012  | 2 000                        | 15,0%   |
| AXA LBO Fund IV     | 2007  | 1 600                        | 13,8%   |
| AXA LBO Fund III    | 2005  | 500                          | 13,8%   |
| AXA LBO Fund II     | 2000  | 400                          | 32,8%   |
| AXA LBO Fund        | 1998  | 95                           | 30,3%   |

## Effectifs
L'entreprise compte 680 employés répartis dans quinze bureaux en Europe (Francfort, Jersey, Londres, Luxembourg, Madrid, Milan, Paris et Zurich), en Amérique du Nord (New York, San Francisco) en Amérique du Sud (Santiago) et en Asie (Pékin, Singapour, Tokyo et Séoul).

## Activités

### Fonds de fonds
Ardian a réalisé d’importantes transactions en achetant notamment des portefeuilles auprès de Bank of America et GE Capital.[Quand ?]
Entre 2012 et 2014, Ardian a déployé plus de 7 milliards de dollars en transactions fonds de fonds.
En 2018, Ardian déploie plus de 10 milliards de dollars en transactions secondaires.

### Infrastructure
Le troisième fonds Infrastructure d’Ardian se clôture à 1,75 milliard d’euros (co-investissement inclus), avec notamment les acquisitions de l'aéroport de Londres Luton, quatrième aéroport le plus important de l'agglomération de Londres, et Indigo (anciennement Vinci Park), qui est spécialisée dans la construction, le financement et l'exploitation de parcs de stationnement dans 14 pays à travers le monde.
En 2018, Ardian Infrastructure annonce la levée d’un fonds de 800 millions de dollars destiné au marché américain. En mars 2019, Ardian clôture son quatrième fond à 6,1 milliards d'euros.

### Dette privée
En 2014, l’équipe Private Debt a investi 255 millions d’euros en financement subordonné pour Ceva Santé Animale et 40 millions de livres en financement unitranche pour EAT.
En septembre 2015, Ardian clôture sa troisième génération de fonds de dette privée à 2 milliards d'euros.

## Lobbying
Le cabinet Boury, Tallon qui déclare à la Haute Autorité pour la transparence de la vie publique exercer des activités de lobbying en France pour un montant qui n'excède pas 3 500 000 euros sur l'année 2018, indique représenter Ardian.

## Actionnariat
En septembre 2013, AXA sort AXA Private Equity de son périmètre, ce dernier devenant Ardian. Le capital social est réparti entre les dirigeants et salariés (plus de 50% dont Dominique Senequier pour 10 %), des institutionnels (dont notamment AXA conservant moins de 10% du capital), et les Assurances du Crédit Mutuel, ainsi que des particuliers[réf. souhaitée].

## Participations
- Société parisienne pour l'industrie électrique[53]
- SFAM (Société française d'assurances multirisques)[54]

## Controverse
En avril 2018, Ardian acquiert une participation minoritaire dans la Société française d'assurances multirisques (SFAM) renommée Indexia Group en 2021. Le 9 janvier 2024, les sociétés d’investissement Ardian, Mubadala et Andera, actionnaires minoritaires du groupe Indexia « qui, par leur statut, avaient contribué à sa réputation », démissionnent collectivement du conseil de surveillance. Lors de la liquidation du courtier en assurances accusé de fraude en avril 2024, le rôle des actionnaires historiques est questionné par la presse. Ardian à l'origine de la prise de participation de la SFAM dans la FNAC est par ailleurs mise en cause, la société ayant eu connaissance des méthodes de la première mais choisit d'en ignorer les risques afin de conclure le contrat.